# 相馬一比古
相馬 一比古（そうま かずひこ、1944年2月29日 - 2005年1月15日）は、日本の芸能プロモーター。

## 来歴
渡辺プロダクション時代にはいしだあゆみを、芸映では西城秀樹、平山三紀（現・平山みき）らを担当した。
T&C ミュージックの制作部長時には『スター誕生!』（日本テレビのオーディション番組）でピンク・レディーをスカウトし、その後、自宅に下宿させた時期もあったという。
後に「ソーマオフィス」を立ち上げ、1989年から1992年までは柏原芳恵も在籍していた（ゴールデンミュージックプロモーションからの移籍）。ピンク・レディーX（1996年）、Circle（1998年）、Y2K（1999年）らをデビューさせた。
2005年1月15日、下咽頭癌のため死去。